# Centa Haas
Centa Haas (* 20. Dezember 1908 in Glonn; † 20. Juli 1976 ebenda) war eine deutsche Pädagogin und Politikerin (CSU).

## Leben und Beruf
Nach dem Abitur absolvierte Haas ein pädagogisches Hochschulstudium. Sie war später im Schuldienst tätig, zuletzt als Oberstudienrätin.

## Partei
Haas trat nach dem Zweiten Weltkrieg in die CSU ein. Sie war später Bezirksvorsitzende der CSU-Frauenarbeitsgemeinschaft und von 1969 bis 1973 Vorsitzende der Frauen-Union der CSU.

## Abgeordnete
Haas war Ratsmitglied der Stadt München. Dem Deutschen Bundestag gehörte sie vom 9. August 1963, als sie für den verstorbenen Abgeordneten Friedrich Funk nachrückte, bis 1965 an. Sie war über die Landesliste Bayern ins Parlament eingezogen.